# Jerome Harmon (musicien)
Pour les articles homonymes, voir Jerome Harmon et Harmon.
Jerome "J-Roc" Harmon, né le 25 septembre 1968, est un compositeur et musicien originaire de Fort Worth, Texas. C'est un collaborateur régulier de Timbaland.

## Biographie
Il apparait dès 1993 comme joueur d'orgue et clavier sur plusieurs albums de Kirk Franklin (Kirk Franklin and the Family, Whatcha Lookin' 4 ou encore Kirk Franklin & the Family Christmas). En 1998, il produit plusieurs titres de l'album Decision de Wayman Tisdale.
Dès 2007, il rejoint le groupe de producteur The Royal Court ainsi que l'équipe de Timbaland. Il coproduit dès lors beaucoup de titres avec eux pour de nombreux artistes (Jay-Z, Bobby Valentino, Omarion, Chris Cornell, ...).

## Discographie sélective à la production
Source : site officiel de J-Roc

### 2007

#### Bobby V-Special Occasion
- "Anonymous"
- "Rearview (Ridin')"

#### Mario-Go!
- "No Definition"

### 2008

#### Ashlee Simpson-Bittersweet World
- "Outta My Head (Ay Ya Ya)"
- "Rule Breaker"
- "Ragdoll"
- "Bittersweet World"
- "What I've Become"
- "Murder"
- "Never Dream Alone"

#### New Kids On The Block-The Block
- "Twisted"

### 2009

#### Shakira-She Wolf
- "Give It Up To Me"

#### The Pussycat Dolls-Doll Domination
- "In Person"
- "Magic"
- "Whatchamacalit"

#### Jamie Foxx-Intuition
- "I Don't Need It"

#### Chris Cornell-Scream
- "Part of Me"
- "Time"
- "Sweet Revenge"
- "Get Up"
- "Ground Zero"
- "Never Far Away"
- "Take Me Alive"
- "Long Gone"
- "Scream"
- "Enemy"
- "Other Side of Town"
- "Cimbing Up The Walls"
- "Watch Out"
- "Two Drink Minimum" (morceau caché après "Watch Out")
- "Ordinary Girl" (Édition Deluxe)
- "Lost Cause" (Édition Deluxe -  Royaume-Uni)
- "Do Me Wrong" (Titre bonus -  Japon)

#### Jay-Z-The Blueprint 3
- "Reminder"
- "Off That"
- "Venus vs. Mars"

#### Timbaland-Shock Value II
- "Carry Out"
- "Lose Control"
- "Say Something"
- "Tomorrow In The Bottle"
- "We Belong To The Music"
- "Morning After Dark"
- "Can You Feel It"
- "Ease Off The Liquor"
- "Timothy Where You Been"
- "Long Way Down
- "The One I Love"
- "Symphony"

### 2010

#### Keri Hilson-No Boys Allowed
- "Won't Be Long"
- "Breaking Point"
- "Beautiful Mistake"

#### Michelle Branch
- "Getaway" (feat. Timbaland)

### 2011

#### Real Steel- Music From The Motion Picture
- « unscore » et plusieurs compositions

#### Chris Brown-F.A.M.E.
- "Paper Scissors Rock"
- "Talk Your Ear Off"

#### Chris Cornell-Songbook
- "As Hope And Time Fades"
- "Ground Zero"

#### Demi Lovato-Unbroken
- "All Night Long"

#### Free Sol-No Rules
- "Fascinated"

### 2012

#### Chris Brown-Fortune
- "Tell Somebody"
- "Trumpet Lights" "

### 2013

#### Justin Timberlake-The 20/20 Experience
- Suit and Tie
- "Mirrors"

#### Jay-Z-Magna Carta... Holy Grail
- "Holy Grail" (feat. Justin Timberlake)
- "Picasso Baby"
- "Tom Ford"
- "F.U.T.W."
- "Heaven"
- "Versus"
- "Part II (On the Run)" (feat. Beyoncé Knowles)
- "Jay Z Blue"
- "La Familia"